# Kristi Castlin
Kristi Castlin (Atlanta, 7 luglio 1988) è un'ostacolista statunitense, vincitrice della medaglia di bronzo olimpica nei 100 metri ostacoli a Rio de Janeiro 2016.

## Palmarès
| Anno | Manifestazione  | Sede           | Evento   | Risultato | Prestazione | Note |
| ---- | --------------- | -------------- | -------- | --------- | ----------- | ---- |
| 2012 | Mondiali indoor | Istanbul       | 60 m hs  | Batteria  | dnf         |      |
| 2016 | Giochi olimpici | Rio de Janeiro | 100 m hs | Bronzo    | 12"61       |      |

## Altre competizioni internazionali
2017
- Oro al DécaNation ( Angers), 100 m hs - 12"95